# 柿の木坂

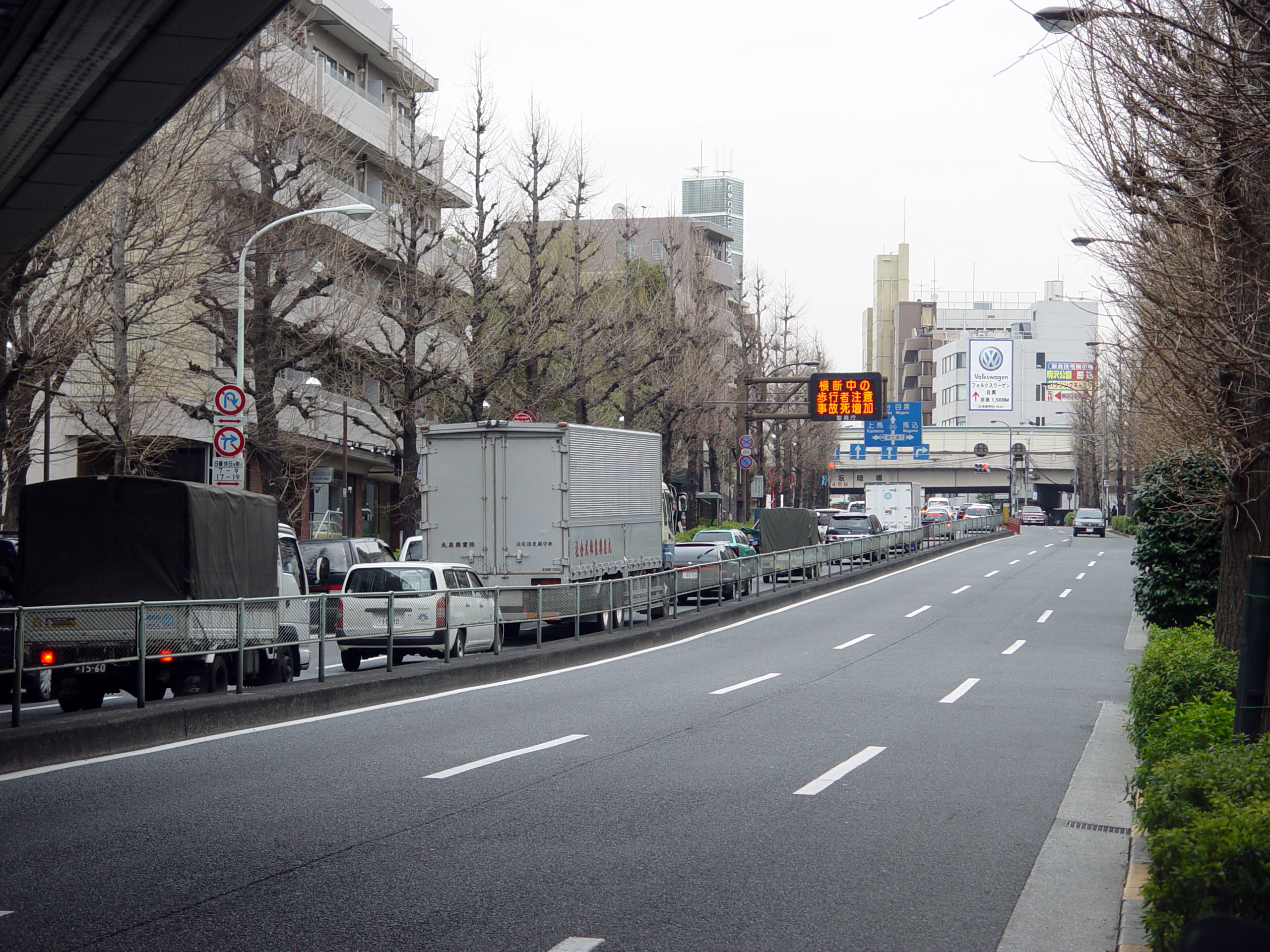
柿の木坂

柿の木坂（かきのきざか）は、東京都目黒区にある町名。現行行政地名は柿の木坂一丁目から柿の木坂三丁目。目黒通りの坂。柿ノ木坂、柿木坂とも書く。住居表示実施済区域。

## 地理
目黒通りは、東隣の品川区から目黒区に入って権之助坂を目黒川向けて下り、目黒新橋を渡ってから再び油面方向に向けて金毘羅坂を上る。このあと柿ノ木坂陸橋交差点で環七通りを過ぎ、再び呑川の谷に向けて下る。この坂が柿の木坂である。坂を下りきったところで東急東横線のガードをくぐる。この地点は都立大学駅に近い。
地名としての柿の木坂は、坂の北西一帯の地域である。全体は、北西 - 南東方向にやや細長い三角形をしており、北西から南東に呑川柿の木坂支流が縦貫している。南東辺を目黒通り、北東辺を環七通り、西辺を柿の木坂通り（区道）が通っており、柿の木坂二丁目と柿の木坂三丁目の間を東西に駒沢通りが通っている。

### 地価
住宅地の地価は、2025年（令和7年）1月1日の公示地価によれば、柿の木坂2-25-25の地点で101万円/m2となっている。

## 歴史
町名としての柿の木坂（柿ノ木坂）は、1932年（昭和7年）に成立した。同年、目黒区が成立したときに荏原郡碑衾町大字衾の小字東柿木坂北、東柿木坂南、東三谷、東下通、東谷戸、東曾根、東中丸が目黒区柿ノ木坂町となった。1965年に柿ノ木坂町に中根町の一部を合わせた地区に住居表示が実施され、坂に近い南東から、柿の木坂一丁目、柿の木坂二丁目、柿の木坂三丁目となった。
1985年（昭和60年）5月6日、柿の木坂3丁目1番地の環状7号線外回り野沢交差点で、ガソリンと灯油を積載したタンクローリーが横転。数時間にわたり火災が発生した。住宅兼店舗1棟全焼、消防士1名が軽傷を負った。

### 地名の由来
旧：荏原郡衾村。坂の名のいわれには諸説ある。
- 坂の近くに大きな柿の木があった[7]。
- 柿の木がよく見える坂だった[7]。
- 柿を運ぶ車から子供が柿を抜き盗んだ「柿抜き坂」が転じた[7]。
- 人家が少なく暗くなると人々が駆け抜けて通った「駆け抜け坂」が転じた[7]。

## 世帯数と人口
2025年（令和7年）3月1日現在（目黒区発表）の世帯数と人口は以下の通りである。
| 丁目           | 世帯数    | 人口    |
| -------------- | --------- | ------- |
| 柿の木坂一丁目 | 2,325世帯 | 4,182人 |
| 柿の木坂二丁目 | 2,016世帯 | 3,893人 |
| 柿の木坂三丁目 | 843世帯   | 1,608人 |
| 計             | 5,184世帯 | 9,683人 |

### 人口の変遷
国勢調査による人口の推移。
| 年                 | 人口  |
| ------------------ | ----- |
| 1995年（平成7年）  | 7,545 |
| 2000年（平成12年） | 8,041 |
| 2005年（平成17年） | 8,777 |
| 2010年（平成22年） | 8,757 |
| 2015年（平成27年） | 9,306 |
| 2020年（令和2年）  | 9,686 |

### 世帯数の変遷
国勢調査による世帯数の推移。
| 年                 | 世帯数 |
| ------------------ | ------ |
| 1995年（平成7年）  | 3,355  |
| 2000年（平成12年） | 3,778  |
| 2005年（平成17年） | 4,179  |
| 2010年（平成22年） | 4,100  |
| 2015年（平成27年） | 4,518  |
| 2020年（令和2年）  | 4,835  |

## 学区
区立小・中学校に通う場合、学区は以下の通りとなる（2025年4月現在）。
| 丁目           | 番地 | 小学校             | 中学校             |
| -------------- | ---- | ------------------ | ------------------ |
| 柿の木坂一丁目 | 全域 | 目黒区立八雲小学校 | 目黒区立第十中学校 |
| 柿の木坂二丁目 | 全域 | 目黒区立東根小学校 | 目黒区立第十中学校 |
| 柿の木坂三丁目 | 全域 | 目黒区立東根小学校 | 目黒区立第十中学校 |

## 経済

### 事業所
2021年（令和3年）現在の経済センサス調査による事業所数と従業員数は以下の通りである。
| 丁目           | 事業所数  | 従業員数 |
| -------------- | --------- | -------- |
| 柿の木坂一丁目 | 148事業所 | 1,066人  |
| 柿の木坂二丁目 | 84事業所  | 328人    |
| 柿の木坂三丁目 | 30事業所  | 305人    |
| 計             | 262事業所 | 1,699人  |

#### 事業者数の変遷
経済センサスによる事業所数の推移。
| 年                 | 事業者数 |
| ------------------ | -------- |
| 2016年（平成28年） | 186      |
| 2021年（令和3年）  | 262      |

#### 従業員数の変遷
経済センサスによる従業員数の推移。
| 年                 | 従業員数 |
| ------------------ | -------- |
| 2016年（平成28年） | 1,282    |
| 2021年（令和3年）  | 1,699    |

### 産業
店・企業
- 公文式柿の木坂北教室
- 日産レンタカー 都立大学駅前店
- セブン-イレブン 目黒環七柿の木坂店
- ファミリーマート 目黒柿の木坂店
- ローソン 柿の木坂二丁目店

商業
- 小杉與一（植木商）[17]

### 地主
地主は、小杉金重、小杉辰蔵、小杉忠次郎、小杉紋太郎などがいた。

## 交通

### 鉄道
町域に東急東横線が通るが駅はなく、町域からすぐ南の中根に都立大学駅がある。

### バス
東急バスが目黒通り、環七通り、柿の木坂通り、駒沢通りに路線網を展開し、特に都立大学駅北口バス停がこのエリアのターミナルとなっている。
目黒通り上の路線は、東は目黒駅まで頻繁に運行されており、最遠は東京駅まで行ける。西は等々力駅や桜新町駅、二子玉川駅などへ。柿の木坂通りには渋谷駅や多摩川駅、東京医療センターへの路線が、駒沢通りには恵比寿駅から目黒区総合庁舎（区役所）、柿の木坂を通り用賀駅への路線、環七通りには大森駅と新代田駅を結ぶ路線が通る。

## その他
- めぐろパーシモンホールは、目黒区柿の木坂の西に接する目黒区八雲に所在するが、「パーシモン」は柿の木坂の「柿」の英訳persimmonに由来する。
- 青木光一の1957年のヒット曲『柿の木坂の家』はこの柿の木坂と誤解されがちであるが、歌詞に「柿の木坂は駅まで三里」とあるように、作詞者の石本美由起の郷里広島県大竹市がモデルである（「駅」とはJR廿日市駅）。目黒区柿の木坂周辺には（3里=11.7kmを同心円状に考えると、）同曲発売の1957年時点でも20駅以上存在していた。
- 1988年（昭和63年）にNHKで放映されたドラマ『とっておきの青春』では、緒形拳と斉藤由貴親子の自宅が柿の木坂にあるという設定だった。

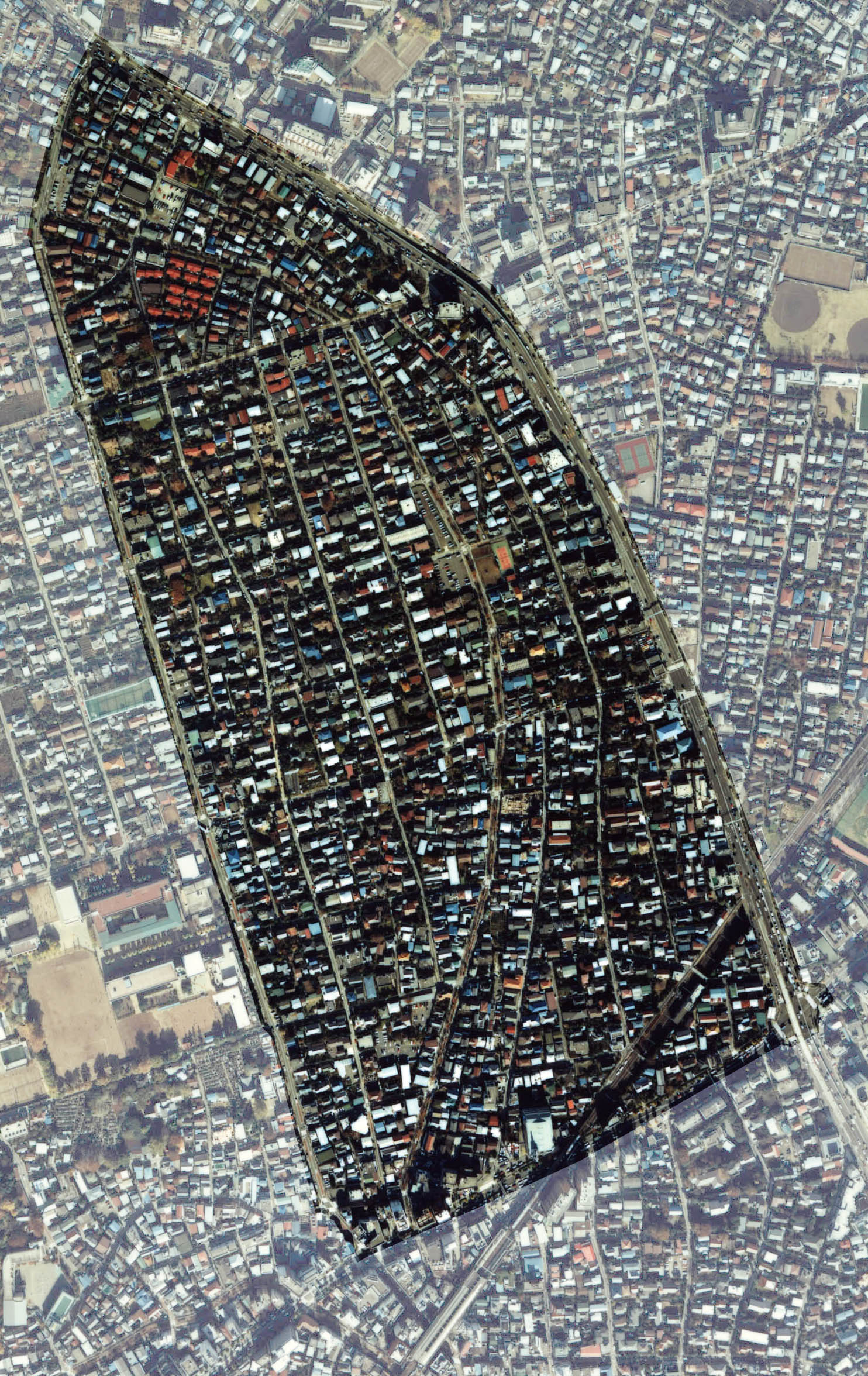
柿の木坂一丁目-三丁目、1984年の航空写真。

### 日本郵便
- 郵便番号 : 152-0022[3]（集配局 : 目黒郵便局[19]）。

## 出身・ゆかりのある人物
- 小杉重治（区会議員[18]、資産家[20]）
- 森武臣（富国生命保険社長、衆議院議員森国造の養子、山梨県人で、柿の木坂に居住）
- 吉田善吾（海軍大将、海軍大臣）